# Naufahrt

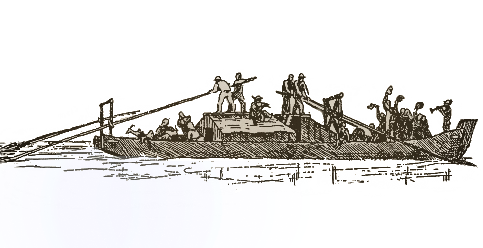
Historische Darstellung einer Ulmer Schachtel

Als Naufahrt bezeichnete man das Treibenlassen stromabwärts von Schiffen auf der Donau und ihren Nebenarmen zwischen Ulm und Ungarn. Zur Steuerung der Kähne wurde das Ruder am Bug montiert. Der Einweg-Bootstyp der Ulmer Schachtel wurde seit dem Mittelalter bei der Waren- und Passagierbeförderung nur zur Naufahrt benutzt.
Die entgegengerichtete Fahrt stromaufwärts wurde als Gegentrieb bezeichnet. Dabei zogen Pferde auf dem Hufenschlag, dem Treidelweg oder der Begleitstraße die Boote. Noch heute erinnern zahlreiche Namen von Altarmen, Straßenbezeichnungen und Gemeindeteilen an die Naufahrt.
Naufahrt war auch die Bezeichnung für das talwärts fahrende Salzschiff selber.

## Naufahrtsboot für Tiefenmessung
Die Vermessung der Wassertiefe einer Wasserstraße im Fluss erfolgte vor Einführung des Echolots mit hölzernen Sondierstangen, die typisch 6–8 m lang sind und 5–6 cm Durchmesser aufweisen. Um den beim Sondieren nötigen – großen – Kraftaufwand für das Handhaben der Stange zu reduzieren, ist Naufahrt notwendig, also das Treibenlassen des Wasserfahrzeugs mit der Strömung unter Ausrichtung des Bugs ungefähr in Fließrichtung.
Dabei steht ein kräftiger Mann am seitlichen Rand eines Floßes oder nahe der Bordwand eines nicht zu schmalen und damit kippsicheren Boots und sticht mit der Sondierstange etwas flussabwärts gerichtet schräg nach unten ins Wasser, bis er das Anstehen der Stange am Grund spürt. Nach Ablesen der Skalierung an der Stange ruft der Sondierende die gemessene Tiefe in Dezimetern und zieht die Stange wieder hoch und ganz aus dem Wasser.
Viskosität bewirkt, dass Wasser nahe dem Grund eines Flusses langsamer fließt als die Oberflächenströmung. Nur sehr langsame Strömungen in wenig tiefen Gewässern (geringe Reynoldszahl) bauen durch laminares Strömen ein lineares Geschwindigkeitsprofil auf: Vom Boden bis zur Gewässeroberfläche steigt dabei mit dem Abstand zum Boden die Geschwindigkeit proportional an. Typisch ist jedoch Verwirbelung, sodass in der halben Gewässertiefe deutlich mehr als die Hälfte bis fast die volle Oberflächenströmungsgeschwindigkeit vorliegt.
Schon bevor die Sondierstange Grund „findet“, dringt sie durch grundnahe Wasserschichten, die – nun aus Sicht des mit der Oberflächenströmung ausgerichtet treibenden Boots – deutlich „nach hinten (= zum Heck) strömen“ und wird schon dadurch abgelenkt. Stößt die Stange – haptisch fühlbar – letztlich auf Grund, wird sie an ihrem unteren Ende augenblicklich von diesem „mitgenommen“ und vollführt eine Drehung um eine horizontale Achse quer zur Flussströmung. Die Wassertiefe wird am besten, weil genauesten, in jenem Moment abgelesen, in dem die Stange senkrecht steht. Ob in Richtung der Schwerkraft oder rechtwinkelig zur Wasseroberfläche, macht beim geringen Gefälle schiffbarer Gewässer keinen bedeutenden Unterschied. Während die Stange aus der Tiefe hochgezogen wird, dreht sie sich mit Schwung, verlangsamt durch höherer liegende Wasserschichten, noch weiter. Wird die Stange weit genug herausgezogen, wird sie von den Händen unterhalb des Schwerpunkts gelagert und kippt von sich aus mit dem oberen Ende nach unten. Durch einen geschickten Bewegungs-Zeitablauf kann die Stange nun ohne Kraftaufwand für das Drehen überschlagend nach vorne mit dem – jeweils abwechselnd – anderen Ende eingestochen werden.
Seit etwa 100 Jahren wird Echolot für die Tiefenmessung eingesetzt, doch Sondierstangen befinden sich noch auf vielen Schiffen der Via donau, die die Schifffahrtsstraße Donau in Österreich (samt kleinen, mündungsnahen Stücken der Traun und der Enns) instand hält.
Bei der Via donau hat sich in Österreich der Begriff Naufahrt für die regelmäßigen Messfahrten entlang der Schifffahrtsrinne erhalten. Die Routine-Messungen werden durch die zwei Naufahrtboote Halbe Meile (2016) und Carnuntum (2017) vorgenommen, während sie im Wesentlichen abwärts treiben. Um ein gemessenes Tiefenprofil mit vorhergehenden vergleichbar zu halten werden bestimmte Fahrlinien eingehalten. Diese sind durch Quersteuern mit geringer Motorleistung einzuhalten. Geringe Geschwindigkeit gegenüber dem umgebenden Wasser vermeidet Messfehler, die daher rühren, dass das Boot vorne aufsteigt oder sich insgesamt aus dem Wasser hebt. Das Single-Beam-Echolot mit geringer (7,5°) Strahlbreite ist etwa ein Sechstel der Bootslänge hinter der Bootsmitte in der Rumpfunterseite montiert, denn hier liegt die Drehachse für das Nicken (Stampfen) des Boots.
Obwohl diese Boote mit bis zu 65 km/h Geschwindigkeit flussaufwärts fahren wird im weiteren Sinn ihr gesamter Einsatz als Naufahrt bezeichnet.
Nicht dazu gehören die Detailmessungen mit auch seitlich schräg und fast bis zur Wasseroberfläche hinauf reichendem Fächer-Echolot, das den Flussgrund, Einbauten und Hindernisse flächenhaft vermisst. Diese erfolgen mit anderen Booten.